# Charlie Musselwhite
Charlie Musselwhite (né le 31 janvier 1944 à Kosciusko, Mississippi) est un harmoniciste et chanteur américain spécialisé dans le blues.

## Biographie
Charles Douglas “Charlie” Musselwhite est né dans l'État du Mississippi (d'après sa mère, d'ascendance Choktaw) et a été élevé par sa tante à Memphis à une époque où les clubs retentissaient d'un métissage musical ayant donné naissance au rock’n’roll. Adolescent, Charlie y a souvent vu Elvis Presley, Jerry Lee Lewis ou Johnny Cash, mais il a surtout été influencé par les nombreux bluesmen locaux dont les vétérans Will Shade, qui lui apprend l'harmonica, Gus Cannon, Furry Lewis…
Il commence à travailler dans une filature de coton à douze ans puis sur des chantiers de construction. Il va même à un moment vendre de l'alcool frelaté à la sauvette… Tous ces métiers, en principe réservés à la population afro américaine lui permettront de s'immerger dans la culture d'origine de la musique qui va vite devenir sa vocation première : le Blues.
À dix-huit ans, en 1962, Charlie déménage à Chicago en compagnie de l'harmoniciste Big Walter Horton. Il y exerce à nouveau différents petits métiers et joue les dimanches matin sur le fameux marché aux puces de Maxwell Street, seul blanc à jouer le Blues au cœur du quartier noir. Grâce à son amitié avec Big Joe Williams, il peut jouer dans les divers clubs du quartier accompagnant ainsi Muddy Waters, Howlin' Wolf ou John Lee Hooker, dont il reste un ami jusqu'à sa mort. Il travaille aussi un temps au fameux Jazz Record Mart de Bob Koester, fondateur de Delmark records.
Formant son propre groupe, et profitant de la vogue du « Blues blanc », initiée par Paul Butterfield en 1965 chez Elektra, il enregistre en 1966 son premier disque Stand back! Here comes Charley Musselwhite's South Side band chez Vanguard. Considéré comme un classique, cet album remporte un succès immédiat et le range dans la catégorie des grands du blues. Il choisit un peu après de s'établir en Californie, et devient un musicien incontournable de la scène de San Francisco. Harmoniciste fin et inventif, il démontre bien sa profonde connaissance du Blues mais il est aussi capable de s'aventurer sur les chemins plus sophistiqués du jazz ou de la musique brésilienne (Cristo Redemptor dans Tennessee Woman ou Feel it in your heart dans Juke Joint Chapel). Ses talents lui ont valu d'enregistrer plus d'une trentaine d'albums solo et d'apparaître en invité sur les albums de Bonnie Raitt, des Blind Boys of Alabama, de Tom Waits ou INXS. La participation de Ben Harper à l'album Sanctuary en 2004 l'a ramené sur le devant de la scène. Musselwhite fut récompensé de nombreuses fois : 18 W.C. Handy Awards, 6 nominations aux Grammy Awards, le Lifetime Achievement Award du Monterey Blues Festival, et le Mississippi Governor's Award for Excellence in the Arts'. Un de ses plus grands succès personnels fut sa victoire contre l'alcoolisme.

## Discographie

### Discographie
- 1967 : Stand Back! Here Comes Charley Musselwhite Southside Band (Vanguard)
- 1968 : Louisiana Fog (Cherry Red)
- 1968 : Stone Blue (Vanguard)
- 1969 : Tennessee Woman (Vanguard)
- 1969 : Memphis Charlie (Arhoolie)
- 1970 : Memphis Tennessee (MCA/Mobile Fidelity Sound Lab)
- 1971 : Takin' My Time (Arhoolie)
- 1974 : Goin' Back Down South (Arhoolie)
- 1975 : Leave the Blues to Us (Capitol)
- 1978 : Times Gettin' Tougher Than Tough (Crystal Clear)
- 1978 : The Harmonica According To Charlie (Kicking Mule Records)
- 1982 : Curtain Call Cocktails (Solid Smoke Records)
- 1984 : Where Have All the Good Times Gone? (Blue Rock'It)
- 1986 : Mellow Dee (CrossCut)
- 1990 : Ace of Harps (Alligator Records)
- 1991 : Signature (Alligator)
- 1992 : Where Have All the Good Times Gone? (Blue Rock'It)
- 1993 : In my time (Alligator) avec The Blind Boys of Alabama
- 1994 : The Blues Never Die (Vanguard)
- 1995 : Takin Care of Business (Kent Music) Réédition de Louisiana Fog
- 1997 : Rough News (Pointblank/Virgin)
- 1999 : Continental Drifter (Pointblank/Virgin)
- 1999 : Harpin' On a Riff the best of (Music Collection International)
- 1999 : Superharps (Telarc) avec James Cotton, Billy Branch et Sugar Ray Norcia
- 2000 : Best of the Vanguard Years (Vanguard)
- 2000 : Live 1986:Up & Down the Highway (Indigo)
- 2002 : One night in America (Telarc) avec Robben Ford, Marty Stuart, Kelly Willis...
- 2004 : Sanctuary (Real World Records) avec Ben Harper
- 2005 : Deluxe Edition (Alligator)
- 2006 : Delta Hardware (Real World Records)
- 2010 : The Well (Alligator)
- 2012 : Juke Joint Chapel (Henrietta)
- 2013 : Get Up ! (Universal Music Division Classics Jazz) avec Ben Harper
- 2013 Remembering Little Walter (Blind Pig, 2013)
- 2015 : I Ain't Lyin'... [live] (Henrietta)
- 2018 : No Mercy in This Land (Ben Harper et Charlie Musselwhite) (ANTI)

- Coup de cœur Jazz et Blues 2018 de l'Académie Charles-Cros proposé le 14 décembre 2018 lors de l’émission Open Jazz d’Alex Dutilh sur France Musique.
- 2020 : 100 Years of Blues (avec Elvin Bishop) (Alligator Records)[3],[4]
- 2022 : Mississippi Son (Alligator Records)
- 2025 : Look Out Highway (Forty Below Records)

### Participations
- 2001 : The Blind Boys of Alabama  (Real World Records) avec David Lindley et John Hammond Jr.
- 2005 : Atom Bomb de The Blind Boys of Alabama (Real World Records)
- 2010 : Memphis Blues de Cyndi Lauper (Mercer Street Records)

## Cinéma
- 2023 : Killers of the Flower Moon de Martin Scorsese : Alvin Reynolds
- 2007 : Into the Wild de Sean Penn
- 1998 : Blues Brothers 2000